# Рушково (Рипінський повіт)
Рушково (пол. Ruszkowo) — село в Польщі, у гміні Вомпельськ Рипінського повіту Куявсько-Поморського воєводства.
Населення — 431 особа (2011).
У 1975-1998 роках село належало до Торунського воєводства.

## Демографія
Демографічна структура станом на 31 березня 2011 року:
|          | Загалом | Допрацездатний вік | Працездатний вік | Постпрацездатний вік |
| -------- | ------- | ------------------ | ---------------- | -------------------- |
| Чоловіки | 202     | 50                 | 130              | 22                   |
| Жінки    | 229     | 40                 | 146              | 43                   |
| Разом    | 431     | 90                 | 276              | 65                   |